# Леница, Ян
Ян Леница (пол. Jan Lenica, 4 января 1928, Познань — 5 октября 2001, Берлин) — польский художник-график и режиссёр-аниматор.

## Биография и творчество
Сын художника-абстракциониста Альфреда Леницы (1899—1977). Окончил музыкальную школу в Познани (1947) и архитектурное отделение Варшавского политехнического университета (1952). С 1948 рисовал афиши для театра и кино, с 1950 сотрудничал с сатирическим журналом «Шпильки». Иллюстрировал книги Б.Лесьмяна, Ю.Тувима и др. Принял участие в анимационных фильмах Валериана Боровчика «Жили-были» (1957), «Дом» (1958). Из его собственных анимационных работ известны сюрреалистические ленты «Лабиринт» (1963), «Женщина-цветок» (1965, текст А. Пьейра де Мандьярга), «Адам-2» (1968, текст Эжена Ионеско), «Король Убю» (1975) и «Убю и большое Брюхо» (1987, по Альфреду Жарри).
В 1974 уехал за рубеж. Преподавал в Гарварде, в 1979—1985 — в Кассельском университете, с 1987 — в Высшей художественной школе Берлина.

## Признание
Премии Тулуз-Лотрека (1961), Макса Эрнста (1966) и др.